# اورکو پونونا
اورکو پونونا (به اسپانیایی: Orco Puñuna) یک کوه در پرو است که در Peru, Cusco Region واقع شده‌است. اورکو پونونا ۵٬۲۰۰ متر بالاتر از سطح دریا واقع شده‌است.